# Parnassiini
A Parnassiini a rovarok (Insecta) osztályának a lepkék (Lepidoptera) rendjébe, ezen belül a pillangófélék (Papilionidae) családjába tartozó nemzetség.

## Rendszerezés
A nemzetségbe az alábbi nemek és fajok tartoznak:
- Archon (Hübner, 1822)
  - Archon apollinaris
  - Archon apollinus

- Hypermnestra (Latreille, 1804)
  - Hypermnestra helios

- Parnassius Latreille, 1804
  - Parnassius acco
  - Parnassius acdestis
  - Parnassius actius
  - Apolló-lepke (Parnassius apollo)
  - Parnassius apollonius
  - Parnassius ariadne
  - Parnassius arcticus
  - Parnassius autocrator
  - Parnassius baileyi
  - Parnassius boëdromius
  - Parnassius bremeri
  - Parnassius cardinal
  - Parnassius cephalus
  - Parnassius charltonius
  - Parnassius clodius
  - Parnassius delphius
  - Parnassius dongalaicus
  - Parnassius epaphus
  - Parnassius eversmanni
  - Parnassius felderi
  - Parnassius hardwickii
  - Parnassius honrathi
  - Parnassius glacialis
  - Parnassius hide
  - Parnassius huberi
  - Parnassius hunnyngtoni
  - Parnassius hunza
  - Parnassius imperator
  - Parnassius inopinatus
  - Parnassius jacobsoni
  - Parnassius jacquemontii
  - Parnassius kiritshenkoi
  - Parnassius labeyriei
  - Parnassius loxias
  - Parnassius maharaja
  - Parnassius maximinus
  - Kis Apolló-lepke (Parnassius mnemosyne)
  - Parnassius nadadevinensis
  - Parnassius nomion
  - Parnassius nordmanni
  - Parnassius nosei
  - Parnassius orleans
  - Parnassius patricius
  - Parnassius phoebus
  - Parnassius przewalskii
  - Parnassius pythia
  - Parnassius széchenyii
  - Parnassius schultei
  - Parnassius simo
  - Parnassius simonius
  - Parnassius staudingeri
  - Parnassius stenosemus
  - Parnassius stoliczkanus
  - Parnassius tianschianicus
  - Parnassius stubbendorfi
  - Parnassius tenedius